# Zsanett
A Zsanett  női név, amely a Johanna francia változatának (Jeanne), becézéséből, a Jeannette névből ered.

## Névnapok
- május 30.
- augusztus 21.
- május 12.
- március 25.

## Híres Zsanettek
„Zsanett” utónevű személyek szócikkeinek listája a Wikidata alapján